# Вуйкович, Светозар
Светозар «Тоза» Вуйкович (серб. Svetozar "Toza" Vujković / Светозар "Тоза" Вујковић; 1899, Смедеревска-Паланка, Королевство Сербия — 1949) — югославский сербский коллаборационист, комендант концлагеря Баница в годы Второй мировой войны. В межвоенные годы работал в полиции Югославии и участвовал в преследовании коммунистов.

## Биография
Родился в 1899 году в Смередевска-Паланке в бедной семье. Окончил начальную школу в Белграде, работал на фабрике в Смедереве. В молодости высказывали свои симпатии к коммунистам, состоял в Союзе металлистов Смедерева и Союзе коммунистической молодёжи Югославии. После провала попытки забастовки деятелей СКМЮ был исключён из Союза по обвинению в присвоении денег из общей кассы. С тех пор он стал выражать открытую неприязнь к коммунизму.
С 1930 года Вуйкович работал в полиции, ведя расследования в отношении всех, кто сотрудничал с Коммунистической партией Югославии. Работал в 4-м антикоммунистическом отделении Специальной полиции Управления города Белграда и в тюрьме «Главняча».
Апрельскую войну встретил в звании подпоручика запаса. В день капитуляции был в Чачаке, позднее перешёл на сторону оккупационных властей, выражая им всяческую поддержку. В мае 1941 года возглавил станцию жандармерии в селе Гостиле около Ужица, а затем перешёл туда работать. В июне уехал в Белград, работал в 4-м отделении Специальной полиции некоторое время, в июле был назначен комендантом концлагеря Баница. Обязанности исполнял с 5 августа 1941 по октябрь 1944 года. 5 августа 1941 года группа молодых коммунистов совершила покушение на Вуйковича, которое он пережил.
Будучи комендантом лагеря Баница, Вуйкович с 1942 года публиковал списки приговорённых к смерти. Он лично выбирал жертв (в том числе и детей) случайным образом, предоставляя право убить их сотрудникам Специальной полиции Белграда или Сербской государственной страже. Считается, что он лично участвовал в допросах и организовывал самые ужасные и извращённые пытки заключённых. Смертные приговоры приводились в исполнение прямо по его указу, и он не спрашивал почти никогда разрешения на это от немецкой или сербской администрации, действуя иногда вопреки воле министра внутренних дел. Всего один раз Вуйкович обратился к немцам с просьбой разрешить «лично казнить двадцать девушек, которые были приговорены к расстрелу». За свою деятельность Вуйкович не привлекался под суд за превышение полномочий ни разу. Более того, когда заключённые в Банице голодали, Вуйкович всегда отвечал: «Вас сюда привели не кормить и не греть, а казнить. Много вы съедите, мало ли — вас это не спасёт».
После освобождения Белграда болгарскими, советскими и югославскими войсками Вуйкович сбежал в Австрию, но был схвачен там сотрудниками службы безопасности ОЗНА и интернирован на Родину. В 1945 году предстал перед судом, однако за свои преступления не был приговорён к смертной казни, поскольку предоставлял полезную информацию. Югославскому суду он говорил, что отправлял югославских граждан в тюрьмы не с целью пыток, а с целью их спасения от депортации в Германию — их он обменивал на цыганских заключённых. Умер в 1949 году в тюрьме: по одной из версий, это было умышленное убийство; по другой, смерть наступила от естественных причин.